# Monte delle Figne
Il Monte delle Figne, 1172 m, si trova nel versante padano dell'Appennino Ligure, poco a nord dello spartiacque ligure-padano (che passa per il vicino monte Taccone). La cima, attraversata dal confine amministrativo tra le province di Genova e Alessandria (zona del Parco Regionale delle Capanne di Marcarolo), è la vetta più elevata di quest'area (che comprende anche i monti Tobbio, Taccone e Poggio). 

## Toponimo
Il nome della montagna deriva probabilmente dal termine latino fines (plurale di confine); per il monte passava infatti il confine tra la marca obertenga e quella aleramica.

## Descrizione
La montagna è costituita da una costiera erbosa tra le valli del Gorzente e del Lemme.  La zona si presenta per lo più spoglia da alberi, con vaste praterie. La vetta della montagna si trova al confine tra i comuni di Campomorone  (GE) e di Voltaggio (AL) Nelle giornate limpide il panorama regala visioni sulla Corsica e su tutto l'arco alpino nord-occidentale, dal Gran Paradiso al Monte Rosa. Più vicino si riconoscono i profili del monte Beigua (direzione sudovest) e dell'Antola (direzione est). 
Alla base del suo versante occidentale si trovano i Laghi del Gorzente di cui si gode una bella vista. Scendendo sul versante meridionale verso i laghi, si passa per il Sacrario dei martiri di Passomezzano, nel luogo in cui furono uccisi alcuni partigiani sopravvissuti alla strage della Benedicta nei giorni intorno alla Pasqua del 1944.

## Accesso alla cima

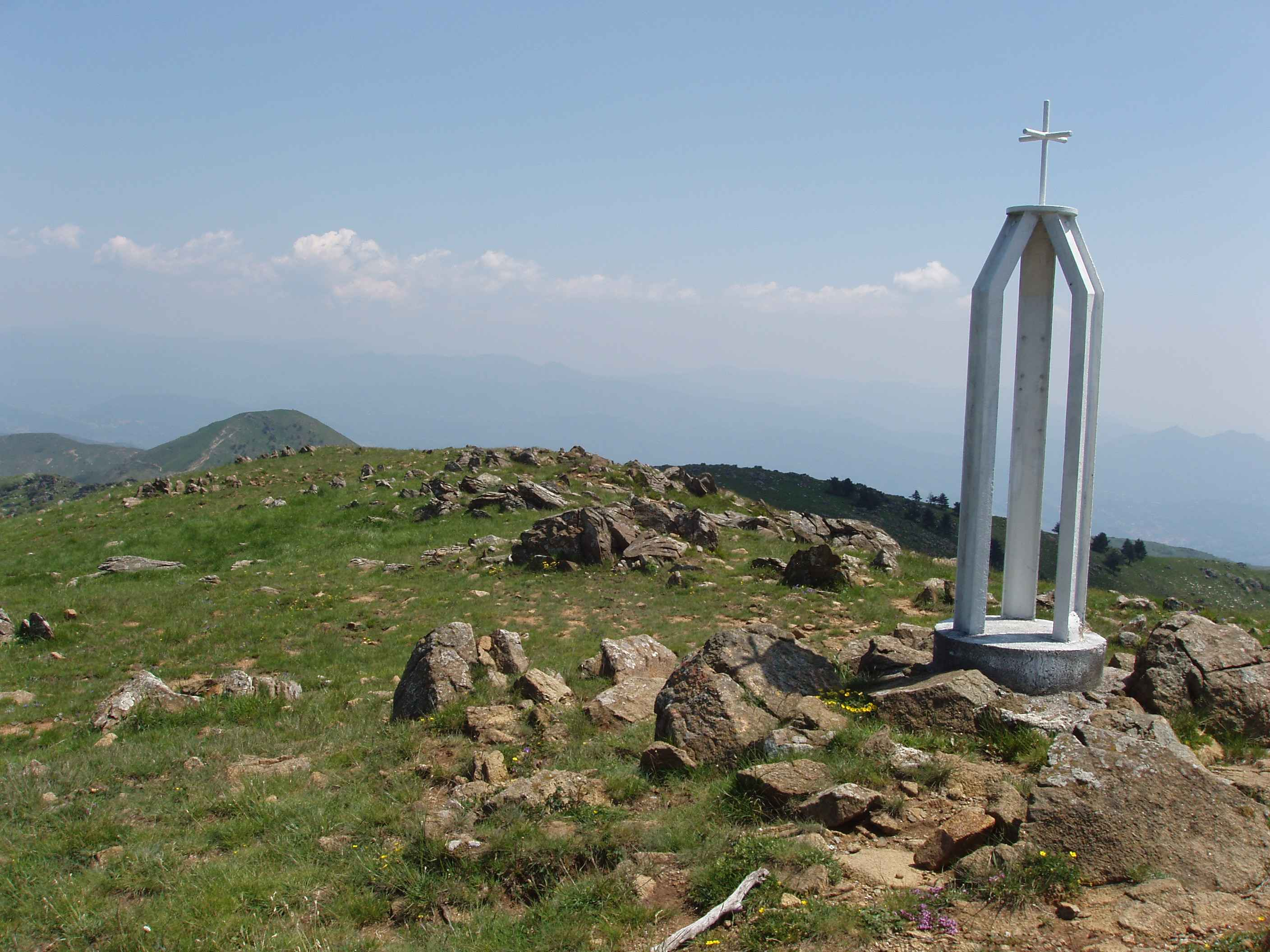
La vetta del monte delle Figne

Il Monte delle Figne è raggiungibile con diversi sentieri sia dai Piani di Praglia che dal Passo della Bocchetta, percorrendo lo spartiacque appenninico (tracciato dell'Alta Via dei Monti Liguri) lungo i crinali dei monti Leco e Taccone.
Si può raggiungere anche dal Valico degli Eremiti (sulla SP 167 che unisce le Capanne di Marcarolo a Voltaggio), passando dal passo della Dagliola, ai piedi del monte Tobbio, e dalla casa Carrosina.

## Tutela naturalistica
La montagna e l'area circostante, sul lato ligure, fanno parte del SIC (Sito di importanza comunitaria) denominato Praglia - Pracaban - Monte Leco - Punta Martin (codice: IT1331501), mentre il lato piemontese rientra nel Parco regionale delle Capanne di Marcarolo.